# 1220-1229
De jaren 1220-1229 (van de christelijke jaartelling) zijn een decennium in de 13e eeuw.

## Gebeurtenissen

### Kruistochten

#### Vijfde Kruistocht
- 1220 : De pauselijk legaat Pelagius van Albano weigert te onderhandelen met de Egyptische sultan Al-Kamil, die voorstelt om Damietta te ruilen voor Jeruzalem. De meeste kruisridders zijn ingenomen met dit voorstel, maar Pelagius poneert, dat niet door onderhandelingen, maar door strijd moet Jeruzalem worden ingenomen.
- 1221 : Vele kruisridders druipen af. De Vijfde Kruistocht eindigt opnieuw in een fiasco.

#### Zesde Kruistocht
- 1225 : Keizer Frederik II huwt met Yolande van Jeruzalem en wordt zo Koning van Jeruzalem.
- 1226 : Keizer Frederik II belooft om op kruistocht te gaan.
- 1227 : Paus Honorius III sterft, Paus Gregorius IX volgt hem op.
- 1228 : Na voor een tweede maal te zijn geëxcommuniceerd, wegens talmen, vertrekt Frederik op kruistocht.
- 1229 : Verdrag van Jaffa. Een tien jaar durend verdrag wordt tussen keizer Frederik II en sultan al-Kamil van Egypte getekend.

### Mongoolse Rijk
- 1221 : Georgië wordt door de Mongolen veroverd.
- 1223 : Slag aan de Kalka. De Mongolen verslaan het Kievse Rijk.
- 1226 : De Mongolen verslaan de Tanguten.
- 1227 : Dzjengis Khan sterft, hij wordt opgevolgd door Tolui Khan.
- 1229 : Tolui doet troonafstand voor zijn zoon Ögedei Khan.

### Heilig Roomse Rijk
- 1220 : Frederik II van Hohenstaufen wordt door Paus Honorius III tot keizer gekroond.
- 1224 : Moslimenclave van Lucera. Frederik laat de moslims van Sicilië, die zich niet willen bekeren tot het christendom, overplaatsen naar de stad Lucera op het Italiaanse vasteland.
- 1226 : Gouden Bul van Rimini. Frederik schenkt aan de Duitse Orde een deel van Pruisen, de Duitse Ordestaat.
- 1228 : Keizerin Yolande van Jeruzalem sterft, zijn minnares Bianca Lancia krijgt een prominente rol.

### Frankrijk
- 1223 : Koning Filips II van Frankrijk sterft, hij wordt opgevolgd door zijn zoon Lodewijk VIII van Frankrijk.
- 1224 : Lodewijk die zijn geld, 10 000 mark, nog niet gezien heeft van het Verdrag van Lambeth (1217) verovert de Franse bezittingen van het Huis Plantagenet. Op het eind houden de Engelsen nog Bordeaux, Gascogne en de Kanaaleilanden over.
- 1226 : Tweede Albigenzische Kruistocht. Lodewijk lanceert een kruistocht tegen de Katharen.
- 1226 : Lodewijk VIII van Frankrijk sterft, zijn vrouw Blanca van Castilië, regentes voor haar twaalfjarige zoon Lodewijk IX neemt de staatszaken over.
- 1228 : Engelram III van Coucy neemt de leiding van de opstand van de baronnen.

### Noord-Afrika
- 1227 : Abu Mohammed Abdallah al-Adil, kalief van de Almohaden sterft, het kalifaat valt uiteen.
- 1229 : De Hafsiden veroveren Tunesië

## Kunst en cultuur
- Rayonante gotiek

## Personalia

### Overleden
- 1228 - Stefan Nemanjić, heerser van Servië

<< · 1220 · 1221 · 1222 · 1223 · 1224 · 1225 · 1226 · 1227 · 1228 · 1229 · >>
<< · 1200-1209 · 1210-1219 · 1220-1229 · 1230-1239 · 1240-1249 · 1250-1259 · 1260-1269 · 1270-1279 · 1280-1289 · 1290-1299 · >>